# 南員林車站
南員林車站是位於臺灣彰化縣員林市的台灣糖業鐵路車站，曾有員林線行經此車站。
歷史上曾經有兩個南員林車站，但兩站並不是相同車站。
- 於1919年3月1日啟用的明治製糖員林驛位於現員林車站300米處，即新生路15號，在台灣光復後更名為台糖南員林車站，遺跡則被保留至今日，並被列為彰化縣歷史建築。
- 於1933年12月25日啟用的明治製糖南員林驛位於員林驛西南方里程0.2公里處，即員鹿路1巷巷內近三義路口，在台灣光復後廢除並拆除，站址則不存。

## 歷史

### 員林線時期
1919年，明治製糖株式會社於員林車站西側設置明治製糖員林驛提供鹿港線營運（後已更改成員林線），並於1920年代興建員林輕便台車車站。1933年，為紓解員林驛客貨運量，於員林站南側興建月台供火車加油使用，即明治製糖南員林驛。員林線列車則在員林驛進行五分車和一般火車的鐵軌切換。
台灣光復後，應台鐵員林站北移300公尺至新站房，本站由員林驛更改名稱為台糖南員林站。原明治製糖南員林站則未有遺跡保存。
1975年，糖鐵員林線往溪湖線因業務量減少而停止客運，本站也因而停駛。

### 員林台糖步道
2016年7月起，南員林站曾陸續提交至文資審議，直至2020年9月16日該車站公告為彰化縣歷史建築。目前月台已被拆除，但鐵軌並沒有拆除，保留作為「員林台糖步道」重現原本風貌。是台灣糖業鐵路尚保存良好的鐵路遺跡，也是南北平行預備線的終點。

## 構造設施
本站站房為建於台灣日治時期之木造站房，含軌距762mm與1067mm通用的三軌設計。

## 車站周邊
- 員林車站
- 員林台糖步道

## 鄰近車站
- 廢止營運模式

## 外部連結
23°57′24.5″N 120°34′09.5″E / 23.956806°N 120.569306°E